# Aeroportul Regional Space Coast
Aeroportul Regional Space Coast (IATA: TIX, ICAO: KTIX, FAA LID: TIX) este un aeroport din Florida, Statele Unite ale Americii. Aeroportul a fost tranzitat în 2019 de 36 de pasageri.
Situat la o altitudine de 10 m, aeroportul dispune de 2 piste.

## Infrastructură

### Piste
Aeroportul dispune de 2 piste. Pista 09/27 are suprafața de asfalt și dimensiunile 5.000 picioare × 100 picioare. Pista 18/36 are suprafața de asfalt și dimensiunile 7.319 picioare × 150 picioare. 